# 加治田、兼山合戰
加治田、兼山合戰（日语：／ Kajita, Kaneyamagassen）是在天正10年（1582年）7月，齋藤利堯和森長可於美濃國中濃地域加治田城一帶（現岐阜縣加茂郡富加町加治田一帶）爆發的一場合戰。

## 背景
天正10年（1582年）6月，織田信長在本能寺之變中死去，其子織田信孝成為岐阜城主並且統領美濃國。雖然信孝主張反羽柴秀吉，但是西濃和東濃有很多武將均選擇靠攏秀吉。兼山城主森長可最初派仙千代（後來的森忠政）前往信孝處當人質，其後改變主意，為了奪還仙千代，趁本能寺之變後織田氏形勢混亂之際，長可意欲佔領東濃和中濃一帶。首先，長可攻下兼山城附近由肥田忠政防守的米田城，其後將目標轉為由信孝的家老齋藤利堯擔任城主的加治田城。

## 合戰

### 牛鼻砦前哨戰
天正10年7月3日（1582年8月1日），長可率領約3,000人，從馬串山抵達飛驒川對岸的小山，然後橫越飛驒川攻向加治田城的支城牛鼻砦。牛鼻砦由齋藤軍的足輕大將西村治郎兵衛和湯淺新六等率領500人防守，在與森軍將領各務元正等連番激戰後，仍然無法分出勝負，最終森軍損失約51人的情況下撤退，齋藤軍在40人戰死的情況下也撤退至加治田城。雖然森軍在牛鼻砦失利，但是就算損兵折將也要攻下加治田城，森軍向加治田進軍，在晚上深登上於堂洞合戰中成為廢城的堂洞城並且在夕田紮營和展開軍議。

### 加治田城攻城戰
在翌日的7月4日，齋藤軍以利堯為總大將，齋藤軍放棄在加治田城的本丸山頂上佈陣，而是在山麓上的屋敷城佈陣迎擊森軍利堯本陣，東邊的山有家老長沼三德防守的三德櫓、西邊的山有西村治郎兵衛防守的砦協防本陣，加上讓三德之子長沼藤治兵衛以川浦川為天然的護城河防守、東邊由白華山清水寺口白江權佐衛門防守以及西邊的絹丸捨堀由新六防守，總共約1,700人。
另一方面，長可則從夕田離開瀧田以川浦川對岸的檜山為本陣，策劃在全軍於中央突破期間誘騙三德出陣的作戰。首先，長可派真屋新助率領約500人作為分隊，強行從上町的對岸處渡河，相對地齋藤軍的藤治兵衛則領兵約100人下山移向岸邊，與利堯本隊的約300人匯合。森軍其後以林為忠等率領的約500人本隊率先渡河，攻向三德的陣地。在激戰的途中，長可的本隊趁機在下流渡河。
森軍全軍攻擊藤治兵衛的部隊，長沼勢被壓制於三德櫓，城下町則被森軍大肆放火。兩軍激戰期間，藤治兵衛在齋藤軍陷入混亂時，騎馬激勵眾將士之餘抵擋森軍，但是遭到森軍砲擊命中其胸部而落馬，雖然其郎黨急忙將其運送至三德櫓，最終仍然難逃一死。然而，利堯成功將分散於各處的部隊匯集於本陣，並且包圍森軍，原本佔優的森軍被逐漸擊退回川浦川的對岸。
按《堂洞軍記》記載，齋藤軍的直井太郎左衛門要求森軍派人與他單挑，並且由森軍的真屋新助應戰，最終直井取得真屋的首級。就此，前半段佔優的森軍在後半被齋藤軍收復失地，在兩軍無法分出勝負的情況下，森軍退兵。另一方面，齋藤軍將士兵分開的作戰失敗，遭到森軍於中央突破而重創，並且陷入混亂。攻下三德櫓的價值也相當於攻下城池，森軍無必要故意去攻擊沒有士兵防守的城池，在歡呼勝利後退去。
按其他的軍記物記載，齋藤軍的反擊逼使森軍退至堂洞城跡，其後齋藤軍從三方面同時進攻森軍，使他們在南邊的山谷被打至潰不成軍，經歷三次戰鬥後森軍在被重創的情況下撤退回兼山城，因此也存在齋藤軍加治田眾才是取得最終勝利的說法。

## 戰後後
按《堂洞軍記》等記載，加治田城主利堯在合戰後不久死去，但是在《淺野家文書》、《金井文書》等顯示在信長葬禮後的天正10年（1582年）10月18日，仍然有岡本良勝和利堯的署名，戰後死去的說法是子虛烏有。
然而按《武家事紀記載，隨著信孝和秀吉對立，利堯在稻葉一鐵的勸諭下離開信孝，並且自天正11年（1583年）5月爆發將信孝勢力消滅的賤岳之戰後，再未有出仕於任何人。其後，加治田眾中大部分人改仕於森氏，當加治田城成為森氏的領地後，由於難以管理領內過多的城池而被廢棄。其後，在東濃和北濃勢力頗大的森氏成為秀吉的家臣，後來長可在天正12年（1584年）爆發的小牧、長久手之戰中戰死，兼山城由末弟忠政繼承。其後，加治田由利堯的侄子齋藤元忠、其子齋藤德元等管治。